# Erebophasma satanas
Erebophasma satanas är en fjärilsart som beskrevs av Charles Boursin 1964. Erebophasma satanas ingår i släktet Erebophasma och familjen nattflyn. Inga underarter finns listade i Catalogue of Life.